# Gammel Kalkbrænderi Vej
 Der er for få eller ingen kildehenvisninger i denne artikel, hvilket er et problem. Du kan hjælpe ved at angive troværdige kilder til de påstande, som fremføres i artiklen.

Gammel Kalkbrænderi Vej er en ca. 700 meter lang vej på Østerbro. Den begynder ved Randersgade, hvor den overtager den mindre Rothesgades forløb, og fortsætter mod øst helt til Østbanegade, hvor den omtrent rammer Nordhavn Station. Det første stykke af vejen indgår i et lille villakvarter.

## Historie
Gaden har sit navn efter det gamle kalkbrænderi, og vejen er en rest af den gamle kørevej dertil. I 1729 – året efter Københavns store brand – blev det første kalkbrænderi åbnet, men det lå i de første par år ved Langebro indenfor Københavns volde. I 1731 blev det flyttet udenfor byen, omtrent hvor den nuværende Nordhavn Station ligger. Her gik kysten på det tidspunkt. I 1770'erne blev der bygget et nyt kalkbrænderi lidt længere mod nord. Kalkbrænderiet har gennem historien spillet en ledende rolle i kvarterets liv og udvikling, hvilket – ud over gadenavnet her – er svært at gense i dag. Den nuværende kalkbrænderihavn er først anlagt i forbindelse med anlæggelsen af Frihavnen, hvilket skete i 1895.
Gadenavnet kendes fra ca. 1871, men det gadeforløb som det har hentydet til, har varieret lidt gennem tiderne og har bl.a. inkluderet et stykke af Randersgade.
I slutningen af 1820'erne har C.W. Eckersberg tegnet et rundperspektiv af København, set fra det gamle kalkbrænderi. Tegningen, der findes i Kobberstiksamlingen på Statens Museum for Kunst, giver et meget tydeligt indtryk af, hvor landligt Østerbro var i ældre tid.
Mellem Nordre Frihavnsgade og Gammel Kalkbrænderi Vej ligger en lille plads ved navn Melchiors Plads. Den er opkaldt efter den indflydelsesrige jødiske grosserer Moritz G. Melchior, som handlede med varer fra Dansk Vestindien, og særligt er kendt for at have hjulpet og støttet H.C. Andersens i dennes sidste leveår.
Det siges, at de lindetræer der står på pladsen egenhændigt er plantet af J.W. Krause, der har lagt navn til den nærliggende gade, Krausesvej, og således er fra 1800-tallet.
I 1952 vedtog man en byplan for villakvarteret omkring Gammel Kalkbrænderi Vej og Krausesvej. Heri blev det besluttet at bevare områdets mange villaer, men som "offentlige bygninger og anlæg til sociale og kulturelle formål af en sådan art, at præget af grønt område bevares og udvides." De tidligere ejere af kalkbrænderiet ved kysten havde siden 1700-tallet haft privilegium fra kongen til at producere kalk, og af disse historiske grunde havde staten en tinglyst tilbagekøbsret til grundene. Denne tilbagekøbsret blev af staten overdraget til Københavns Kommune, der siden byplanen af 1952 gradvist har købt villaerne, når de er kommet til salg. Derfor ejer kommunen næsten samtlige villaer på de to villaveje.

## Nævneværdige bygninger i gaden
- Nr. 6: Her lå i 1950'erne ”Dansk Voxdugsindustri”
- Nr. 13: Opført 1864 i én etage, siden 15 år efter udvidet med en anden etage.
- Nr. 16: Her lå det store landsted i en parafrase over hollandsk renæssancestil, som var ejet af Moritz G. Melchior, der har fået pladsen i nærheden opkaldt efter sig. Landstedet hed Rolighed og havde udsigt ud over Øresund. Det var et anseeligt sted med spir og svungne gavle.

Blandt dets prominente gæster var H.C. Andersen, der ofte kom der fra 1866 til sin død ni år senere. I sin dagbog 10. september 1866 skriver Andersen, at "fra mit Vindue saa jeg, over det blikstille Sund, domkirken i Lund." Han døde her den 4. august 1875. Her hænger i dag en beskeden mindeplade om, at det var her, Andersen tilbragte sine sidste dage. Landstedet blev revet ned i 1898.
- Nr. 46: I stuen boede tidligere forfatteren J.A. Thorsøe.